# Quantitative Analyse
Eine quantitative Analyse ist ein chemisches und/oder physikalisches Verfahren, bei dem es um die Beantwortung der Frage geht, wie viel von einem Stoff in einer gegebenen Probe vorhanden ist. Dagegen wird bei der qualitativen Analyse untersucht, welche Stoffe in der Probe vorhanden sind.
Alle Methoden lassen sich einteilen in die „klassischen“ und die physikalischen Analysemethoden.

## Klassische Methoden
Bei den klassischen Methoden geht es um chemische Umsetzungen, nach denen eine Massen-, Stoffmengen- und Volumenbestimmung vorgenommen wird. Über stöchiometrische Umrechnungsfaktoren lassen sich dann die Massen der einzelnen Elemente bestimmen. Aufgrund der Messungstypen hat man deshalb die folgenden Unterkategorien:
- Gravimetrie oder Gewichtsanalyse
  - Elementaranalyse
- Volumetrie (Titrimetrie) oder Maßanalyse
  - Komplexometrie
  - Säure-Base-Titration
  - Redox-Titration
  - Fällungsreaktion

## Physikalische Methoden
Bei den physikalischen Methoden geht es um die Messung von konzentrationsabhängigen physikalischen Eigenschaften, aus denen eine Konzentration oder Masse berechnet werden kann.
- Elektroanalytische Methoden:
  - Konduktometrie (Messung der Leitfähigkeit einer Elektrolytlösung)

- Spektroskopische Methoden nutzen die Wechselwirkung elektromagnetischer Strahlung mit den Molekülen der Probe.
  - Photometrie
  - Kolorimetrie (Messung des absorbierten Lichts)
  - Atomspektroskopie
  - Röntgenfluoreszenzanalyse

- kernphysikalische Methoden
  - Neutronenaktivierungsanalyse

## Physikalisch-chemische Methoden
Zu den Methoden, bei denen sowohl chemische Reaktionen als auch physikalische Vorgänge eine Rolle spielen gehören:
- Chromatographie mit den Untergruppen:
  - Flüssigkeitschromatographie
  - Gaschromatographie
- Massenspektrometrie  mit den Einsatzgebieten
  - Qualitative Analyse vor allem organischer Stoffe in Umweltproben
  - Strukturaufklärung organischer Stoffe
  - Hochempfindliche Detektionsmethode in der Chromatographie.
  - Proteomik und dort mit den Methoden
    - iTRAQ
    - SILAC
- Elektrochemische Analysemethoden:
  - Elektrogravimetrie (Messung des Gewichtes, der elektrolytischen Abscheidung)
  - Potentiometrie (Messung der Potenzialänderung)
  - Amperometrie (Messung des Elektrolysestroms bei konstantem Potenzial)
  - Coulometrie (Messung der benötigten elektrischen Ladung)
  - Voltammetrie (Messung von Strom bei bekannten Potenzial)
  - Polarographie (Voltammetrie an einer tropfenden Quecksilberelektrode)
  - 2D-PAGE (zweidimensionale Gelelektrophorese)